# Vieques Air Link
Vieques Air Link ist eine Fluggesellschaft aus Puerto Rico mit Sitz auf der Insel Vieques. Sie wurde 1965 gegründet und besitzt mit Stand vom Januar 2014 elf Flugzeuge:

## Flotte
- 7 Britten-Norman BN-2 Islander
- 2 Britten-Norman Trislander
- 2 Cessna C-402C

## Ehemalige Flugzeugtypen
- 3 Cessna 208